# لويد إتش. باترسون
لويد إتش. باترسون هو سياسي أمريكي، ولد في 20 يوليو 1925، وتوفي في ديسمبر 1988. نشط حزبياً في الحزب الجمهوري. وقد انتخب عضو مجلس ولاية نيويورك ‏.